# Gabry Ponte
Gabry Ponte (Gabriele Ponte) és un disc jockey italià nascut el 20 d'abril del 1973 a Torí. Ex-component del grup Eiffel 65 i vinculat com a productor en nombrosos treballs que han tingut un enorme èxit internacional com per exemple el llançament del grup O-zone.
Actualment dirigeix i participa en el programa Gabry2o
Representarà San Marino en el Festival de la Cançó d'Eurovisió 2025 amb la cançó «Tutta l'Italia».

## Singles
- Got to Get (2001)
- Time to Rock (2002)
- Geordie (2003)
- Man in the Moon (2003)
- La Danza delle Streghe (2003)
- Figli di Pitagora (feat. Little Tony) (2004)
- Depends on You (2004)
- Sin Pararse (feat. Ye Man) (2004)
- La libertá (2006)
- Elektro muzik is back (2006)
- U.N.D.E.R.G.R.O.U.N.D. (2006)
- The Point Of No Return (2007)

## Discografia
- Gabry Ponte (2002)
- Dr. Jekyll and Mr. DJ (2004)
- Love songs in the digital age according to Graby Ponte (2007)